# Гънка във времето
„Гънка във времето“ (на английски: A Wrinkle in Time) е американски научнофантастичен приключенски филм от 2018 г. на режисьора Ейва Дюверне, по сценарий на Дженифър Лий и Джеф Стокуел, базиран по едноименния роман през 1962 г. на Медълин Л'енгъл. Продуциран от Walt Disney Pictures и Whitaker Entertainment, историята на филма се разказва за едно младо момиче, което с помощта на три свръхестествени същества тръгва да търси изчезналия си баща.
Във филма участват Опра Уинфри, Рийз Уидърспун, Минди Калинг, Леви Милър, Сторм Рийд, Гугу Мбата-Роу, Майкъл Пеня, Зак Галифианакис, Крис Пайн и др.
Това е втората филмова адаптация на Дисни по роман на Л'енгъл, последван от телевизионен филм през 2003 г.
Разработката започва през 2010 г., като Дюверне се присъединява към режисурата през февруари 2016 г. Основната фотография започва на 2 ноември 2016 г. в Лос Анджелис, Калифорния. Към края на снимките продукцията се премества в Нова Зеландия, където фотографията приключва на 25 февруари 2017 г. С прогнозен производствен бюджет от 103 милиона долара, филмът става игрален филм със 100 милиона долара, режисиран от черна жена.
С общ бюджет за производство и маркетинг от около 250 милиона щатски долара, филмът е бокс офис бомба със загуби до 131 милиона долара. Филмът получи смесени отзиви, като критиците оспориха „широкото използване на CGI във филма и многобройни дупки в сюжета“, докато други „отпразнуваха посланието му за овластяване и разнообразие на жените“.

## В България
В България премиерата на филма първоначално е предвидена за 9 март 2018 г. във Форум Филм България, но беше отложена за 6 април, след като окончателно е отпаднала от репертоара.
В същата година за първи път е излъчен по HBO с първи български войсоувър дублаж на Доли Медия Студио. Екипът се състои от:
| Озвучаващи артисти  | Мина Костова Ася Рачева Татяна Захова Елена Бойчева Росен Русев |
| Тонрежисьор         | Петър Пейков                                                    |
| Режисьор на дублажа | Йоана Микова                                                    |

На 26 декември 2020 г. е излъчен и по NOVA в събота от 14:50 ч. с втори български дублаж. Екипът се състои от:
| Озвучаващи артисти  | Ася Братанова Йорданка Илова Силвия Русинова Димитър Иванчев Стефан Сърчаджиев-Съра Здравко Методиев |
| Преводач            | Бисер Пачев                                                                                          |
| Тонрежисьор         | Цветомир Цветков                                                                                     |
| Режисьор на дублажа | Димитър Кръстев                                                                                      |